# Tetri Ckaro
Tetri Ckaro – miasto w Gruzji, w regionie Dolna Kartlia. W 2017 roku liczyło 3093 mieszkańców.